# Майкл Баффер
Майкл Баффер (англ. Michael Buffer; нар. 2 листопада 1944) — професійний конферансьє у світі боксу. Він відомий своєю коронною фразою, яку виголошує перед кожним боєм: «Let's get ready to rumble!» («Приготуйтеся до бійки»); а також особливою манерою представлення боксерів. Він розтягує певні звуки при оголошенні імені спортсмена, що робить його голос впізнаваним в усьому світі.
Вперше фразу «Let's get ready to rumble!» Баффер став використовувати на початку 1980-х років. У 1992 році він запатентував цю фразу. Зараз Баффер використовує її різні варіанти в рекламних цілях, наприклад для комп'ютерних ігор.

## Життєпис
Баффер народився у Філадельфії, штат Пенсільванія, 2 листопада 1944 року. Його батько був зарахований до військово-морського флоту США під час Другої світової війни. Батьки Баффера розлучилися, коли йому було 11 місяців, і потім його виховували прийомні батьки, водій шкільного автобуса та домогосподарка у громаді Розлин, штат Пенсільванія. Він пішов в армію Сполучених Штатів під час війни у В'єтнамі у віці 20 років і служив до 23 років. Баффер працював на різних роботах, включаючи продавця автомобілів, потім почав кар'єру моделі у віці 32 років, а потім став диктором у віці 38 років.

## Цікаві факти
- Двоюрідний брат Майкла, Брюс Баффер, є ринг-аннонсером на боях UFC.
- Майкл Баффер зіграв самого себе у фільмі Роккі.
- Знявся у фільмі «Не займайте Зохана».
- Озвучив самого себе в одному з епізодів мультсеріалу «Сімпсони»
- Не раз запрошувався на спортивне шоу «Реслінг» федерації WCW Monday Nitro для оголошення головного бою вечора.
- Голос Майкла Баффера використаний у пісні групи AksBand «З одного удару»